# 絶品!らーめん娘
『絶品!らーめん娘』（ぜっぴん!らーめんむすめ）は、友木一良による日本の漫画作品。『週刊ヤングマガジン』（講談社）にて2011年第7号から2013年第16号まで不定期連載された。全5巻。全50話。巻数、話数は「杯目」で、目次は「お品書き」で表わされる。

## あらすじ
片田舎にたたずむ謎のラーメン屋「ラーメン珍竹（ちんちく）」。この店は3人の姉妹により経営されており、両親の代から続いていた。3人姉妹は裸エプロンで波瀾万丈の経営を繰り広げる。

## 主な登場人物
木友 良一（きとも よしかず）
単行本第2巻までは「オレさん」という通称で名前すら決まっていなかったが、第3巻において読者から公募により命名された。珍竹の常連客で、ラーメンを食べずに店員姉妹の相手ばかりしている。
ゆかり
珍竹の長女。年齢不明。調理担当。
あかり
珍竹の次女。22歳。いつも元気一杯だが、調理やサービスはしない事の方が多い。
ひかり
珍竹の三女。20歳。ホール担当。気立ては良いが、胸が小さいのを悩んでいる。

## 単行本
- 友木一良『絶品!らーめん娘』講談社〈ヤンマガKCスペシャル〉、全5巻
  1. 2012年1月6日初版発行
  2. 2012年5月7日初版発行
  3. 2012年11月6日初版発行
  4. 2013年6月6日初版発行
  5. 2013年6月6日初版発行